# Dobrošov (Náchod)
Dobrošov (deutsch Dobroschau) ist ein Ortsteil der Stadt Náchod in Tschechien. Die Siedlung befindet sich etwa drei Kilometer südöstlich der Stadt im Grenzgebiet zu Polen.
Als „Wahrzeichen“ des Ortes gilt die unvollendete Bunkeranlage der Festung Dobrošov, die ab 1937 vom tschechoslowakischen Militär zum Schutz der Grenze aufgebaut werden sollte. Neben einem Museum kann man rings um den Ort verschiedene Bunkeranlagen in der Landschaft aufsuchen.
Im Jahr 2001 hatte der Ortsteil 113 Einwohner.

## Geographie
Dobrošov liegt südöstlich von Náchod an der Grenze zu Polen. Im Osten befindet sich die ehemalige Festung Dobrošov sowie die 641 m hohe Malinová hora und der Koldrtův vršek und unterhalb Česká Čermná. Im Süden liegen Jizbice (Jisbitz), im Südwesten Lipí (Lip) und im Westen der 587 m hohe Rozkoš. Durch den Ort verläuft die Cesta Aloise Jiráska (Alois-Jirásek-Wanderweg). Jenseits der Grenze liegt im Norden Słone und im Nordosten der Kurort Kudowa-Zdrój sowie Brzozowie.

## Sehenswürdigkeiten

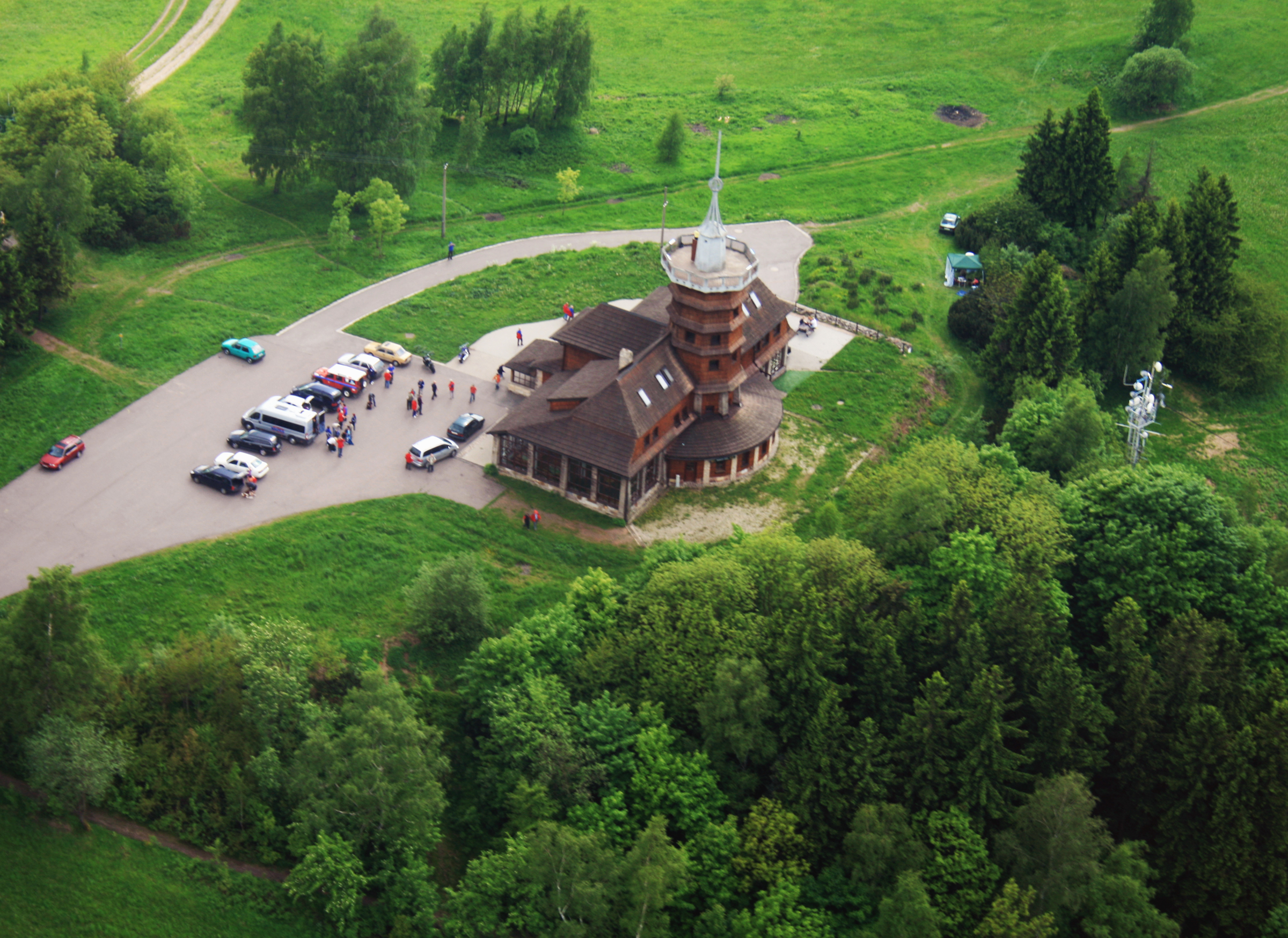
Jiráskova chata

- Jíraskova chata (Jirásek-Baude) mit Aussichtsturm; die Baude liegt 622 m hoch und wurde nach Entwurf des Architekten Dušan Jurkovič errichtet.